# Mas-Thibert
Mas-Thibert is een plaats in het departement Bouches-du-Rhône in Zuid-Frankrijk. Het behoort tot de gemeente Arles en heeft ongeveer 1500 inwoners (2007).
Mas-Thibert maakte deel van het kanton Arles-Est tot dit op 22 maart 2015 werd opgeheven.